# 泰勒·科文
泰勒·科文（英語：Tyler Cowen，1962年1月21日—），美國經濟學家與作家。他在喬治梅森大學（George Mason University, GMU）擔任經濟學教授。他是紐約時報專欄－經濟學視野（Economic Scene）的主筆，也在許多雜誌，如《新共和》，撰寫經濟學文章。
他與同事亞力·塔巴羅（Alex Tabarrok），共同擔任部落格邊際革命（Marginal Revolution）的主筆。

## 生平
15歲時，泰勒·科文得到新澤西州西洋棋州冠軍。1983年，泰勒·科文在喬治梅森大學取得經濟學碩士學位。1987年，在哈佛大學取得博士學位。在哈佛大學期間，他的指導教授為托马斯·克罗姆比·谢林。

## 家庭
他的妻子為娜塔莎·科文（Natasha Cowen），是一名律師。

## 外部連結
- 泰勒·科文首頁 （页面存档备份，存于）
- 邊際革命 （页面存档备份，存于）